# Нидегген
Нидегген (нем. Nideggen) — город, в регионе Дюрен, федеральной земле Северный Рейн-Вестфалия. Расположен на берегу реки Рур. Население 10.684 человек.

## География

### Расположение
Нидегген расположен в рурской долине на берегу реки Рур (Rur). Известен крутыми горами из пёстрого песчаника, возвышающимися над долиной.

### Муниципальная граница
- Хаймбах (Heimbach)
- Хюртгенвальд (Hürtgenwald)
- Кройцау (Kreuzau)
- Веттвайс (Vettweiß) — все четыре из региона Дюрен
- Зиммерат (Simmerath) — регион Ахен
- Цюплих (Zülpich) — регион Ойшкирхен

### Административное деление и население
Современный Нидегген образовался в 1972 году в результате объединения следующих общин:
- Абенден (Abenden) — 947 жителей
- Бегр-Тюир (Berg-Thuir) — 736 жителей
- Брюк (Brück) — 341 житель
- Эмбкен (Embken) — 857 жителей
- Мулденау (Muldenau) — 203 жителя
- Нидегген (Nideggen) — 3469 жителей
- Рат (Rath) — 950 жителей
- Шмидт (Schmidt) — 3369 жителей
- Воллерсхайм (Wollersheim) — 764 жителя

данные по населению на 31 декабря 2004

## История
Первое упоминание об этом месте датируется 1184 годом. После ссоры с курфюрстом Кёльнским, граф юлихский Вильгельм Второй основал крепость Нидегген (1177—1191). Неподалёку от крепости в начале XIV века Герхард Юлихский основал населенный пункт, в который на Рождество 1313 года получил права города. Тогда же была построена городская стена с четырьмя воротами, три из которых (Nyckstor, Dürener- и Zülpicher Tor) сохранились на сегодняшний день. Дорога между замком и городом также была укреплена.
В последующие годы Нидегген превратился в типичный маленький рейнский город. В 1430 году было основано братство святого Себастьяна, а в 1571 здесь уже существовала школа изучения латыни. В 1651 в Нидегген пришли францисканцы, которые взяли на себя преподавание.
В 1703 году население города и прилегающей окрестностей составляло 419 человек (156 семей).
Вступление французских революционных войск осенью 1794 положило конец юлихскому герцогству, и в частности, администрации Нидеггена. То есть почти через 500 лет после получения прав города Нидегген их потерял, впрочем, как и многие другие маленькие рейнские города. После поражения Наполеона, в 1815 многие рейнские земли (включая Нидегген) решением Венского конгресса были переданы Пруссии.

## Достопримечательности
- Замок Нидегген